# エウリュメドン川の戦い (紀元前190年)
エウリュメドン川の戦い（英：Battle of the Eurymedon）はローマ・シリア戦争においてエウリュメドン川河口で紀元前190年に戦われた戦闘である。この戦いでは共和政ローマに追われ、セレウコス朝シリアに身を寄せていたカルタゴの将軍ハンニバル・バルカとシリアの将軍アポロニオス率いるセレウコス朝の艦隊と、エウダモス・カリクレイトス・パンフィリダス率いるローマと同盟していたロドス艦隊が戦った。
横隊のシリア艦隊はハンニバルが陸側の左翼を指揮し、アポロニオスが右翼を指揮した。一方縦隊を組んでいたロドス艦隊は前衛をエウダモス、中衛をパンフィリダス、後衛をカリクレイトスが指揮していた。夜明け、戦いはエウダモスとハンニバルとの交戦でもって始まった。前進を急ぎすぎていたエウダモスには4隻が続くのみであったのに対し、ハンニバルは準備万端でそれを迎え撃った。
数の優勢のためにハンニバルが乗組員の技術で優っていたエウダモスを圧迫していたのに対し、アポロニオスは間もなく敗走した。これを受け、残余のロドス艦隊がエウダモスの救援に回るために再集結した。このため、ハンニバルは敵を包囲しつつあったにもかかわらず、撤退を余儀なくされた。エウダモスはパンフィリダスとカリクレイトスに敵の追撃を命じたが、敵地の真っ只中に孤立するのを恐れた彼らは幾らか敵を追った後、エウダモスの許に戻り、ロドス艦隊はロドスに帰還した。その後、カリクレイトスはパトラスとメギステ港へ、エウダモスはサモス島へとローマ艦隊と合流するために送られた。

## 註
1. ↑  リウィウス, XXXVII. 23
2. ↑  ibid, XXXVII. 24